# Барнс Лејк-Милерс Лејк (Мичиген)
Барнс Лејк-Милерс Лејк (енгл. Barnes Lake-Millers Lake) насељено је место без административног статуса у америчкој савезној држави Мичиген.

## Демографија
По попису из 2010. године број становника је 1.093, што је 94 (-7,9%) становника мање него 2000. године.
| Група             | 2000.         | 2010.         |
| Белци             | 1.132 (95,4%) | 1.045 (95,6%) |
| Афроамериканци    | 3 (0,3%)      | 1 (0,1%)      |
| Азијати           | 3 (0,3%)      | 3 (0,3%)      |
| Хиспаноамериканци | 31 (2,6%)     | 28 (2,6%)     |
| Укупно            | 1.187         | 1.093         |